# Souvenirs from Earth
Souvenirs from Earth est une chaîne de télévision indépendante à vocation internationale diffusée sur de nombreux bouquets télévisuels en France et en Allemagne. Des essais cinématographiques et des œuvres d'art vidéo s'y enchaînent 24 heures sur 24 et 7 jours sur 7.

## Histoire de la chaîne
Souvenirs from Earth a été lancée en 2006 par les artistes allemands Marcus Kreiss et Alec Crichton.
L'idée du « videopainting » est venue de la double formation de Marcus Kreiss : des études de cinéma à Rome et à l'école supérieure d'art d'Aix-en-Provence. Il a donc commencé par présenter ses propres œuvres à l'Institute of Contemporary Arts de Londres en 1998, puis il a proposé aux artistes professionnels et amateurs de soumettre leurs projets de films (12 à 15 minutes chacun) pour les diffuser sur sa chaîne.
En 2014, l'artiste Melissa Mourer Ordener devient l’égérie de la chaine.

## Programmes
Souvenirs from Earth diffuse sans interruption des œuvres d'art vidéo telles que des scènes de la vie quotidienne animale et humaine, ainsi que des paysages, notamment de montages. Ces vidéos se suivent à l'écran sans aucune suite logique. La sélection de ces vidéos s'effectue sur la base de sa qualité sans tenir compte du travail global de l’artiste, permettant ainsi à tout artiste, reconnu ou non, de faire entrer ses créations dans la programmation.

## Audiences
Sur internet, Souvenirs from Earth rassemble environ 1 000 personnes par jour. Sa présence dans les offres gratuites des box en France lui assure 20 000 téléspectateurs chaque jour (étude digitime/médiametrie Mars 2014), contre 5 000 sur le câble allemand.

## Diffusion
Souvenirs from Earth diffuse ses programmes en continu, :
- en France, elle est diffusée par Orange (canal no 221), Bouygues Telecom (canal no 133) et Free (canal n°210).
- en Allemagne, elle est diffusée par Unitymedia et Kabel BW.
- sur son site[7] internet en streaming.